# Дунаївці
Дуна́ївці — місто в Україні, центр Дунаєвецької міської громади у Кам'янець-Подільському районі Хмельницької області. Розташоване на річці Тернава, за 22 км від залізничної станції Дунаївці на лінії Ярмолинці—Ларга та за 68 км від Хмельницького. Населення — 15 017 мешканців (2025 рік).
Дунаєвецькій міській раді підпорядковується також село Мушкутинці, розташоване на південному сході від міста. Населення Дунаївців разом з селом Мушкутинці станом на 2001 рік становило 17 310 мешканців.
Перша згадка про місто датується 1403 роком, у 1592 році король Сигізмунд III Ваза надав Дунаївцям магдебурзьке право, підтверджене 1605 року королем Сигізмундом III. На 1870-ті роки припав значний промисловий і торговельний розвиток Дунаївців. Від 1923 року Дунаївці — райцентр, від 1958 року — місто районного підпорядкування.
Постановою Кабінету Міністрів України від 26 липня 2001 року місто Дунаївці внесено до списку історичних населених місць України. 2003 року місто відзначило свій 600-літній ювілей.

## Назва
Окрім сучасної назви «Дуна́ївці», мешканцями міста вживається зрідка «Дунайо́вце», що походить від назви міста польською мовою Dunajowce та, російськомовними мешканцями, — «Дуна́євци» (рос. Дунаевцы).

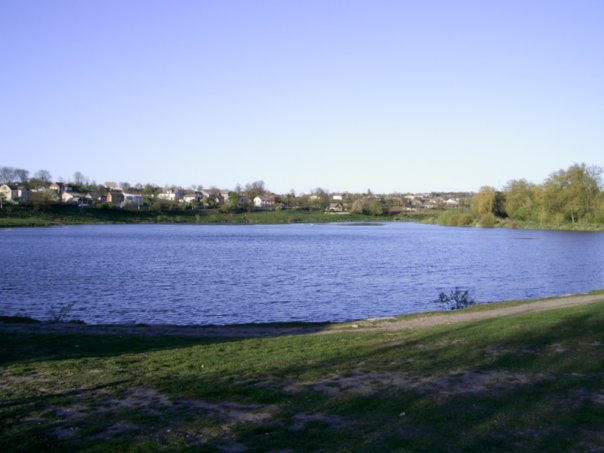
Заставський став — один з численних ставків м. Дунаївці

Очевидно, що назва «Дунаївці» (до початку XVIII століття — «Дунайгород») не має нічого спільного з назвою річки Дунай, адже місто розташоване далеко від неї. Є щонайменше три версії походження назви «Дунаївці».
Згідно з першою з них, вважається, що в основі слова «дунай» лежить корінь «дану», «дуна», «дон». Цей корінь вживався в мові індоєвропейських народів (давньоіндійській, готській та кельтській) та означало «воду, річку». Оскільки на території Дунаївців і досі є багато ставків та річка Тернава, то це могло стати основою походження назви міста. Тим більше, що в українських народних піснях та думах слово «дунай» якраз і зустрічається в значенні «вода, велика вода, розлив води».
Інша ж версія стверджує, що назва, можливо, пішла від прізвища Дунай, яке могли мати учасники дунайських походів. Третя версія спирається на той факт, що в Україні є села Дунаїв (Тернопільська область), Дунаївка (Запорізька область), а тому переселенці із населених пунктів з такою назвою могли назвати своє нове поселення за старим, рідним серцю зразком. Починаючи з кінця 20-х років XIX століття та до Незалежності України, Дунаївці були також відомі в народі як місто сукнарів.
Згідно з орфографічним словником назва міста «Дуна́ївці» (множина) у родовому відмінку має форму «Дуна́ївців», давальному — «Дуна́ївцям», знахідному — «Дуна́ївці», орудному — «Дуна́ївцями», місцевому — «на/у Дуна́ївцях» та кличному — «Дуна́ївці». Однак, серед мешканців міста і в регіоні в цілому існує стала традиція відмінювати назву міста в родовому відмінку як «Дуна́євець».

## Географія
Місто розташоване практично в географічному центрі Дунаєвецького району, на півдні Хмельницької області (за 68 км від центру області (Хмельницького)), на лівій притоці Дністра — річці Тернаві та за 22 км від залізничної станції Дунаївці. Місто межує на заході та північному заході з селом Заставля, яке є практично передмістям Дунаївців. Найближчими сусідніми селами міста є: Січинці (на півдні), Мушкутинці (на південному сході), Дем'янківці (на сході), Ганнівка (на півночі).
Координати міста: 48°53'22" пн. ш. та 26°51'25" сх. д. Висота над рівнем моря: 300 м. Дунаївці розташовані в зоні лісостепу на Подільській височині.
Територія міста становить 12,84 км², з них 2,15 км² — площа забудованих земель, а сукупна площа всіх зелених насаджень та масивів в місті становить 0,483 км². Протяжність проїздів, вулиць, набережних — 93,8 км.

## Населення

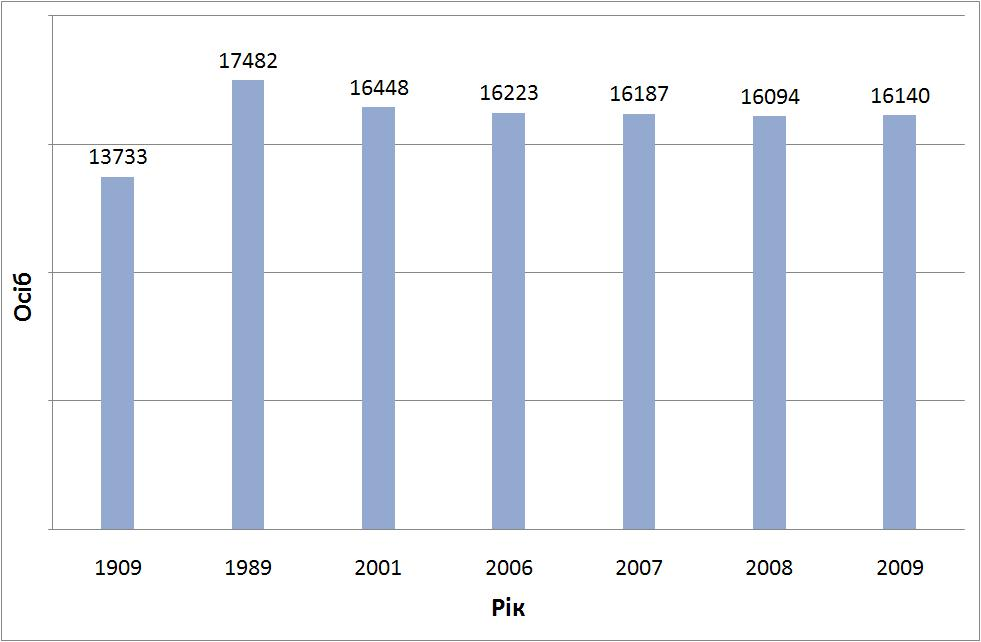
Динаміка змінюваності чисельності населення м. Дунаївці

В 1629 році в Дунайгороді було вже 630 садиб та близько 3 тисяч мешканців. За переписом 1909 року тут проживало 13 733 особи. З них 8 966 євреїв, 2 349 православних, 1 266 лютеранів, 1 188 католиків, 4 вірних Вірменської апостольської церкви. 1911 року в Дунаївцях налічувалося понад 13 тисяч жителів і 553 будинків.
За переписом 1989 року в Дунаївцях налічувалося 17 482 мешканці.
За переписом 2001 року населення було 16 448 мешканців.
За даними Хмельницької обласної ради чисельність населення міста Дунаївці у 2006 році складала 16 223 мешканці, у 2007 — 16 187 мешканців, у 2008 — 16 094 мешканці, у 2009 — 16 140 мешканців, у 2010 — 16 181 мешканець, у 2011 — 16 219. Як видно з графіку динаміки змінюваності чисельності населення, кількість мешканців є стабільною протягом століття.
У національному складі населення теперішніх Дунаївців (як і району) переважну більшість (понад 95 %) складають українці. До інших національних груп, що представлені в населенні, належать росіяни, поляки, євреї. За статевим складом переважають жінки — вони становлять 55 % населення району.

### Національний склад
Розподіл населення за національністю за даними перепису 2001 року:
| Національність  | Відсоток |
| --------------- | -------- |
| українці        | 96,57%   |
| росіяни         | 2,71%    |
| євреї           | 0,16%    |
| білоруси        | 0,14%    |
| поляки          | 0,14%    |
| інші/не вказали | 0,28%    |

### Мова
Розподіл населення за рідною мовою за даними перепису 2001 року:
| Мова            | Чисельність, осіб | Відсоток |
| --------------- | ----------------- | -------- |
| Українська      | 15 910            | 97,01%   |
| Російська       | 455               | 2,77%    |
| Польська        | 6                 | 0,04%    |
| Білоруська      | 3                 | 0,02%    |
| Вірменська      | 3                 | 0,02%    |
| Румунська       | 1                 | 0,01%    |
| Інші/Не вказали | 22                | 0,13%    |
| Разом           | 16 400            | 100%     |

## Історія
В околицях міста були знайдені залишки поселення трипільської культури, яку дають підставу вважати, що територія сучасного міста була заселена ще в III тисячолітті до н. е.

### Від першої згадки до кінця XIX століття
Перша згадка про Дунаївці зустрічається 1403 року в реєстрі димів, як про село, що складалось з трьох частин і мало 72 дими. Спершу Дунаївці належало Великому князівству Литовському, а згодом Речі Посполитій. 1577 року Дунаївці перейшли у власність Ельжбети Лянцкоронської з роду магнатів Гербуртів — дружини галицького каштеляна Станіслава Лянцкоронського (†1592).

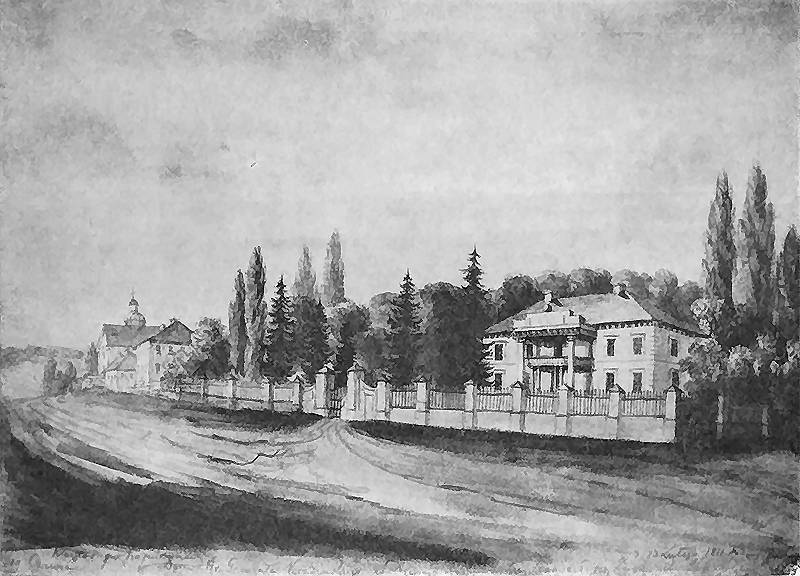
Маєток Красінських в Дунаївцях. 1871–1873. Малюнок Наполеона Орди

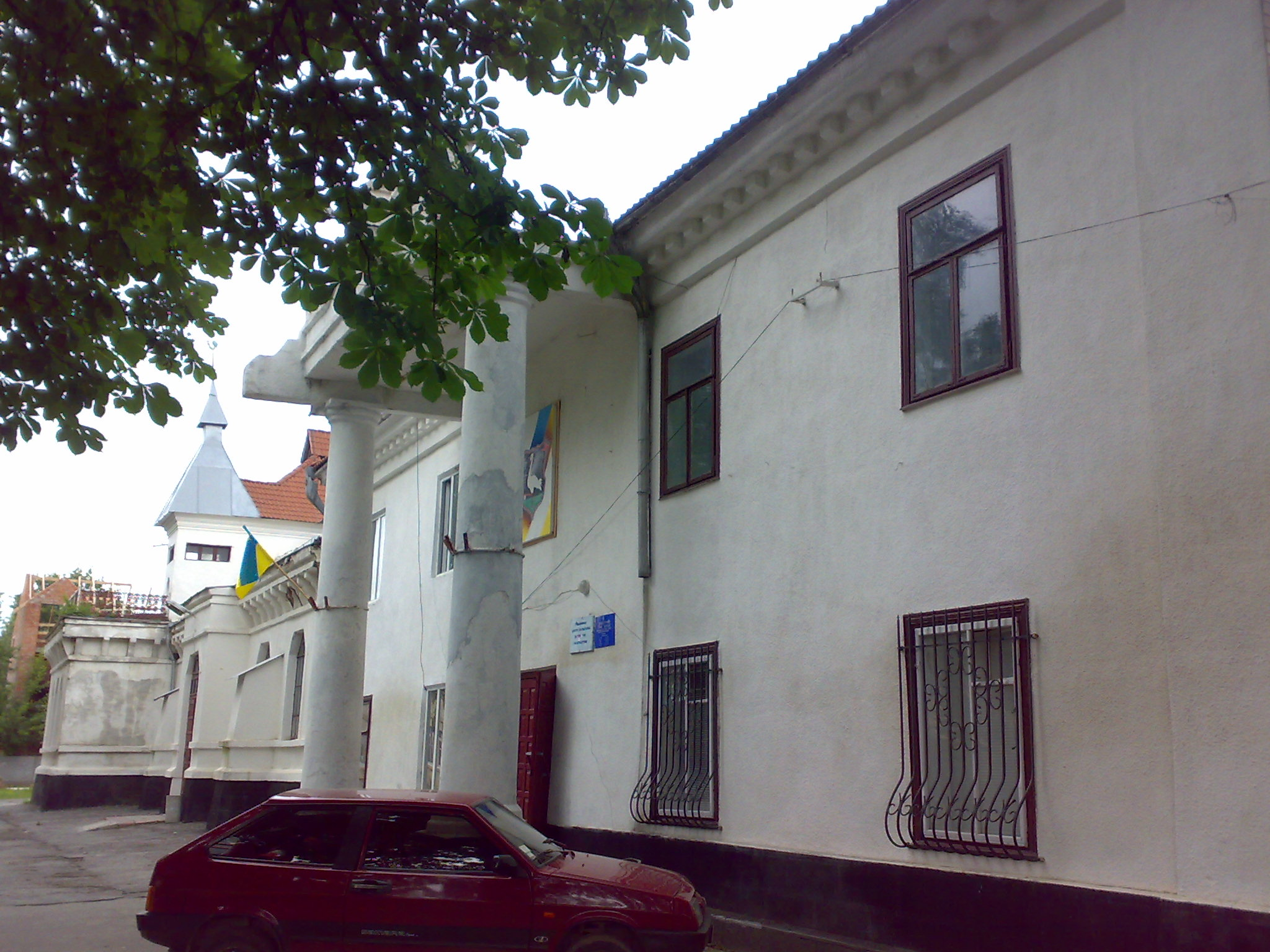
Маєток Красінських в Дунаївцях. Сьогодення

За проханням Ельжбети Лянцкоронської у 1592 році король Сигізмунд III Ваза надав Дунаївцям статус міста, магдебурзьке право і назвав його Дунайгородом (пол. Dunajgród): 
| | \| Позаяк земля подільська постійними нападами татар та інших ворогів плюндрується, внаслідок чого вкривається пустками, дозволяю Е. Лянцкоронській, вдові каштеляна галицького, свій маєток — село Дунаївці — перелаштувати на місто, що відтепер має називатись Дунайгородом, у якому б жителі мали постійний захист та охорону \| |
| Позаяк земля подільська постійними нападами татар та інших ворогів плюндрується, внаслідок чого вкривається пустками, дозволяю Е. Лянцкоронській, вдові каштеляна галицького, свій маєток — село Дунаївці — перелаштувати на місто, що відтепер має називатись Дунайгородом, у якому б жителі мали постійний захист та охорону | |

За цим наказом король дозволив торговицю в місті — базари щочетверга і ярмарки

у день Св. Іоана Хрестителя і в День Усіх Святих.
1597 року Лянцкоронська знову вийшла заміж і подарувала свої володіння королівському ротмістрові Міхалу Станіславському. Незабаром татари зруйнували місто, але в 1605 році Сигізмунд III Ваза підтвердив магдебурзьке право, дозволив заснувати цехи і проводити ще один, третій, ярмарок на рік в день Св. Станіслава, а базари в понеділок.
Під час повстання 1648 — 1654 років під керівництвом Богдана Хмельницького 27 червня 1649 року кримська орда під час руху до Збаража спустошила містечко, майже всі жителі Дунаївців загинули. Наприкінці 17 століття в (1672–1699) місто знаходилося на території Османської імперії, а згодом — Речі Посполитої. Після другого поділу Польщі в 1793 році місто відійшло до Російської імперії, а від 1797 року — воно перебувало в складі Подільської губернії.
Приблизно в ці роки в Дунаївцях були побудовані підземні ходи, датування яких — XVII—XVIII століття. Лише за Незалежності Володимиром Захар'євим було досліджено три їхніх географічних місць. Підземні ходи були виявлені в різних районах міста при будівельних роботах. Один з них поблизу колишнього капуцинського монастиря являє собою 30-метровий відрізок підземної галереї, що була викопана на глибині близько 3,5 метрів в материковій глині. Висота цього ходу — 1,25—1,27 м, ширина — 0,8—0,95 м. Склепіння галереї аркоподібне складене «в замок», а стіни обмуровані каменем мають товщину в пів метра. Підлога хода теж вимощена каменем. Достемене призначення ходів не відоме, але існує дві версії: ходи могли використовуватися як для відводу ґрунтових вод, так і для прихованого переміщення людей.,
В другій половині XVIII століття Дунаївці переходять із рук в руки різних польських власників. Близько 1782 року містечко перейшло до опіногурського старости Яна Красінського. Для розвитку ремесла і торгівлі він запросив колоністів з Німеччини, які були спеціалістами у виробництві сукна та іншої продукції. Перша фабрика з виробництва сукна вступила в дію у 1829 році. 1819 року Антоніна Анна Красінська (до шлюбу Чацька, сестра Тадеуша, дружина Яна Красінського та бабуся Зигмунта Красінського) записала маєток в місті Дунаївці своєму онукові, якому було тоді 7 років. Згодом за невідомих обставин 1826 р. маєток був переписаний на батька Зигмунта Вінцентія Красінського, що в 1838 р. було підтверджено листом самого Зигмунта.
Пік промислового піднесення припадає на 70-ті роки XIX століття, коли в місті діяло 54 фабрики і велася торгівля з Києвом, Москвою, Варшавою, Кишиневом, Харковом, Полтавою, Херсоном, Лодзю, Ярмолинцями.
Від 1862 року Дунаївці — волосний центр Ушицького повіту.

### Дунаївці наприкінці XIX— на початку XXст.
Наприкінці XIX — на початку XX століття містечко продовжувало зростати, збільшилася чисельність його жителів, попри скорочення виробництва сукна та кількості підприємств. 1891 року поміщик Василь Завойко придбав Дунаївці у Броніслава Скибневського, разом з Січинцями, Панасівкою, Заставлям, Мушкутинцями, Антонівкою та Вінцентівкою (загалом близько 2000 десятин землі).
На початку XX століття в Дунаївцях проживали близько 15 тисяч жителів, з яких дві третини складали євреї. Головним заняттям міщан було фабрично-заводське виробництво, зокрема суконні фабрики виробляли щорічно продукції майже на два мільйони рублів, крім того працювали механічні та шкіряний заводи, також процвітала торгівля хлібом, лісом, мануфактурними виробами. Дунаївці за кількістю населення й господарським розвитком значно переважали повітове місто Нову Ушицю.

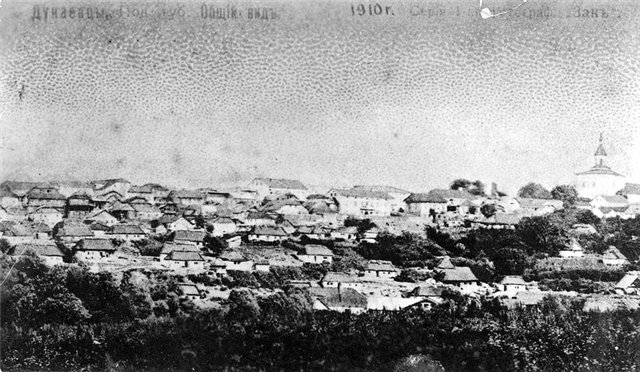
Загальний вид Дунаївців, 1910

В 1907 році була невдала спроба отримати статус міста. Цей епізод історії містечка добре досліджений й описаний відомим хмельницьким істориком та краєзнавцем Сергієм Єсюніним. Новий землевласник і володар Дунаївців В. Завойко чітко усвідомив, що містечковий статус гальмує розвиток, і від 1904 року за підтримки губернської адміністрації та особисто тодішнього подільського губернатора Ейлера почав впливати на громадську думку й готувати документи для зміни статусу Дунаївців із містечка на місто. Однак якщо селян вдалося переконати, то буквально за день до громадських зборів несподівано проти зміни статусу містечка повстала численна громада єврейського населення — власники крамниць і торгових лавок, розміщених на старій містечковій площі, що побоювалися, що з можливим будівництвом адміністративних установ, їхні торгові ряди перемістять на нове місце. Відтак, розпочалася тяганина клопотань проти зміни статусу, що тривала майже 3 роки, і писанина дійшла до Київського, Подільського і Волинського генерал-губернатора та Міністерства внутрішніх справ Російської імперії. Врешті-решт власник Василь Завойко відмовився від свого задуму — він змінив своє рішення про безплатну передачу Дунаївцям 200 десятин землі й сказав, що цю землю погодиться лише продавати її забудовникам. З огляду на подібну ситуацію, 7 травня 1907 року Міністерство внутрішніх справ поставило крапку в цій справі, направивши генерал-губернатору резолюцію про «неможливість подальшого руху справи у встановленому порядку».
У роки першої світової війни Дунаївці були прифронтовою зоною. Від початку грудня 1917 до січня 1918 року місто входило до складу Української Народної Республіки. Згодом влада у Дунаївцях змінювалась декілька разів, у тому числі українською вона була ще раз від 3 червня до грудня 1919 року.

### Радянський період
Після поразки українських визвольних змагань (1917—21) в містечку встановилась влада більшовиків — 16 листопада 1920 року Дунаївці зайняли частини 45-ї дивізії під командуванням Йони Якіра.
Від 1923 року місто стало райцентром Кам'янецького округу.
Не обминув Дунаївці голодомор 1932 — 1933 років. Місто пережило роки червоного терору та сталінські репресії. З 1932 року місто належало до Вінницької області, а з 1937 року — до Кам'янець-Подільської області (з 1954 року — Хмельницька область).
11 липня 1941 року Дунаївці захопили німецькі війська. Було утворено Дунаєвецький ґебіт. Нацисти створили табір для військовополонених і гетто, куди зігнали єврейське населення міста та зі Смотрича, Шатави, Балина та інших населених пунктів. Було закатовано близько 12 тисяч осіб, а вивезено з району до Німеччини півтори тисячі жителів. Місто було звільнено від окупації 31 березня 1944 року.
З 1958 року Дунаївці — місто районного підпорядкування.
У повоєнний час у Дунаївцях було створено сучасну міську інфраструктуру, зведено низку соціальних та промислових об'єктів. Дунаївці набули також важливого військового значення, оскільки в них розташували Командно-вимірювальний комплекс (КВК), що разом з аналогічним КВК та Центром управління польотами (ЦУП) в м. Євпаторії складають Наземний комплекс управління (НКУ). Також у Дунаївцях розташовувалося до Незалежності України 2 полки, які також займалися обслуговуванням шахтних пускових установок, що знаходилися в кількакілометровому радіусі від шахтного командного пункту в Дунаївцях.

### Дунаївці у незалежній Україні
З 24 серпня 1991 року місто Дунаївці входить до складу незалежної України.
1995 року Дунаївці увійшли до складу Асоціації міст Хмельниччини, а 1999 року — до складу Асоціації міст України.
30 листопада 1999 року 19-та ракетна дивізія була розформована, оскільки до 1996 року з допомогою США ядерна зброя була ліквідована, а до 1998 року були знищені також і шахтні пускові установки.
Закрилася Дунаєвецька суконна фабрика, скоротилося виробництво ТОВ «Дунаєвецького арматурного заводу» — у приміщеннях цих підприємств нині розташовуються численні торговельні точки. Завдяки вдалому розташуванню на магістральній автодорозі Житомир — Чернівці в місті активно розвивається торгівля.
Постановою Кабінету Міністрів України № 878 від 26 липня 2001 року місто занесено до списку історичних населених пунктів України.
2003 року Дунаївці відсвяткували 600-річчя.
13 травня 2015 року територію міста Дунаївці збільшено на 614,77 гектара земель. Межі міста збільшили за рахунок 28,52 гектара земель, що перебувають у віданні Дем'янковецької сільської ради, 577,80 гектара земель — Дунаєвецької міської ради, 8,45 гектара земель — Чаньківської сільської ради.
17 липня 2020 року, в результаті адміністративно-територіальної реформи та ліквідації Дунаєвецького району, місто увійшло до складу Кам'янець-Подільського району.
У 2022 році в Дунаївцях запрацював український ЦУП. 13 січня 2022 року він встановив зв'язок з українським супутником Січ-2-30.
25 жовтня 2023 року в місті парафія церкви Святої Праведної Анни перейшла з Московського патріархату в Православну Церкву України. Вперше, в місцевій церкві пролунала молитва українською мовою.

## Символіка

Символи Дунаївців на пам'ятній стелі навпроти Дунаєвецької центральної районної аптеки № 19

## Дунаєвецька міська рада
Дунаєвецькій міській раді, крім міста Дунаївці, підпорядковане також село Мушкутинці.
Міським головою, що очолює виконавчу владу в місті, є Небельський Станіслав Борисович. До міської ради входить 25 депутатів. Останнє 5 скликання ради за результатами виборів 26 березня 2006 року сформували 7 депутатів від БЮТу, 6 — від блоку партій «Нашої України», по 2 депутати — від НДП, Народного блоку Литвина, Блоку Юрія Кармазіна, СПУ та Партії регіонів, по 1-му депутату в органі представлено від Українського народного блоку Костенка і Плюща та Громадянського блоку «Пора—ПРП».

## Економіка
Частка міста в економіці Дунаєвецького району у виробництві промислової продукції становить 88,9 %, товарах народного споживання — 69,4 %, товарообігу 63,3 %. Обсяг експорту на одну особу — 42 долари США, а сальдо зовнішньої торгівлі товарами — 1,8 мільйона доларів США (за 2008 рік).

### Промисловість
За радянських часів місто було відоме на всьому просторі СРСР завдяки Дунаєвецькій суконній фабриці. Фабрика виробляла дві третини промислової продукції всього Дунаєвецького району, а на підприємстві працювало понад 2 тисяч працівників. На базі підприємства було створене професійно-технічне училище. За часів Незалежності України Дунаєвецька суконна фабрика перестала існувати, а її двохтисячний колектив став безробітним. Однак, згодом підприємство було реорганізована й отримало нову назву — ТОВ «Маровоір», хоча соціальна проблема вирішена не була — із двохтисячного колективу на роботі залишилося в сорок разів менше, тобто лише 50 осіб. Зараз підприємство випускає близько 50 різних видів текстильної продукції, основними споживачами якої є бюджетні установи.

ТОВ «Дунаєвецький арматурний завод»

Іншим відомим підприємством було ТОВ «Дунаєвецький арматурний завод», який продовжує працювати і до сьогодні.
Деякі інші підприємства (з 67 зареєстрованих на 2010 рік) м. Дунаївці та Дунаєвецького району:
- Сільськогосподарське ТОВ «Агрофірма „Україна“»;
- ТОВ «Відродження»;
- ЗАТ «Дунаєвецька меблева фабрика»;
- ДП «Дунаєвецький комбінат хлібопродуктів»;
- ЗАТ «Дунаєвецький маслозавод»;
- ВАТ «Дунаєвецьке підприємство сільгосптехніка»;
- ЗАТ «Дунаєвецький ремонтно-механічний завод».

Від 2008 року в місті з'явилося підприємство «Центр інноваційно-будівельних технологій», яке має виробляти поліматеріали (пінопласт), однак відтоді, у тому числі завдяки діям активістів ініціативної громадської організації «Контроль громади», що представляє екологічні інтереси дунаївців, обстоює здоров'я містян, завод так і не розпочав діяльність своїх промислових потужностей. За цей час мешканці міста вже не раз перекривали трасу Хмельницький—Чернівці, пікетували Хмельницьку облдержадміністрацію, стояли під стінами Адміністрації Президента, Міністерства охорони навколишнього середовища та Кабінету Міністрів України.
За даними державного реєстру станом на 1 січня 2002 року на території міста було зареєстровано 116 малих підприємств та товариств з обмеженою відповідальністю.

### Сфера послуг

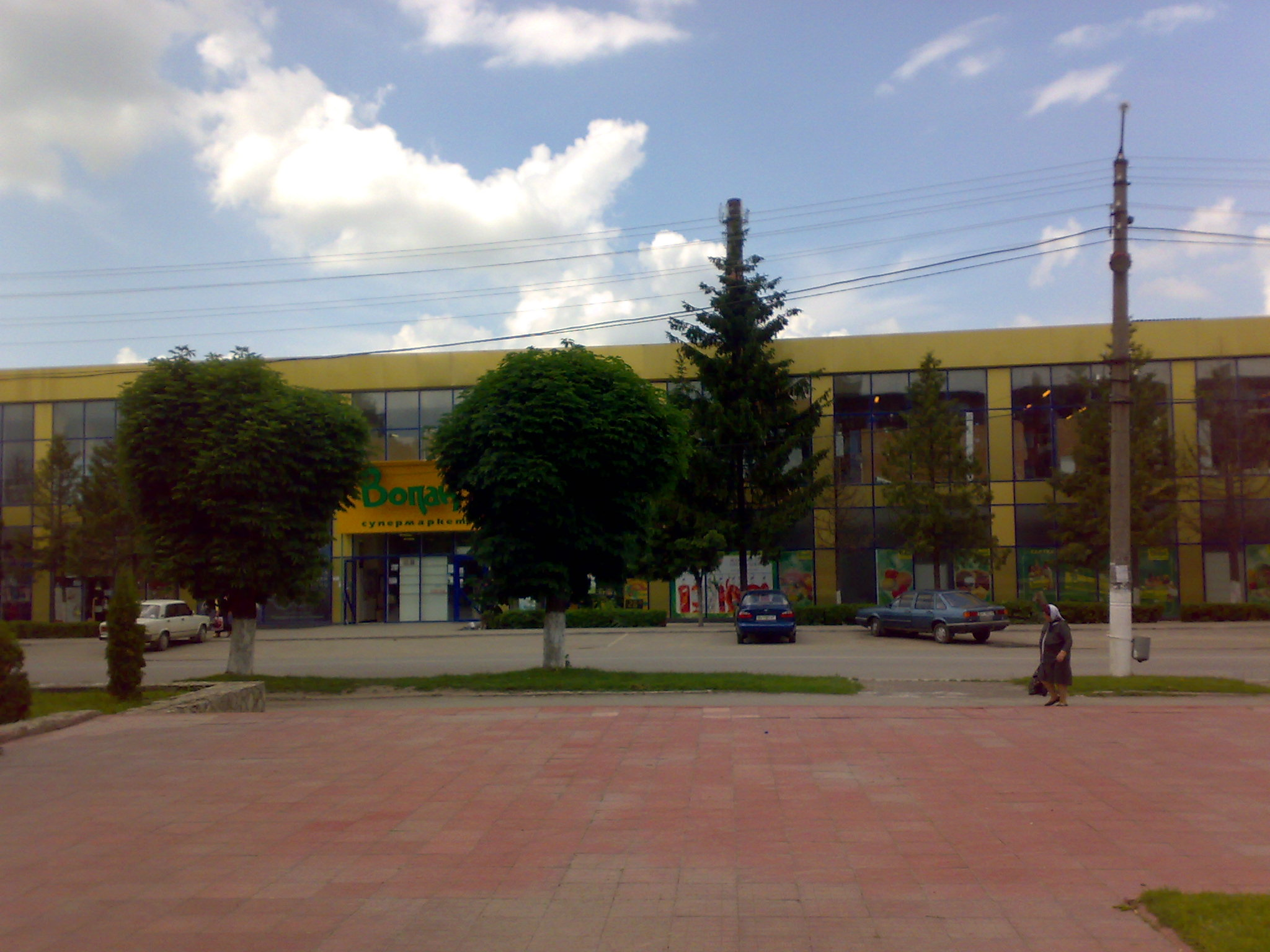
В приміщені колишньої Дунаєвецької суконної фабрики, окрім ТОВ «Маровоір», розташовані численні торговельні центри

Торгівля є однією з пріоритетних галузей економіки — у місті працює 5 ринків. Значно збільшилася й кількість підприємств роздрібної торгівлі — 147 магазинів і 48 кіосків, підприємств громадського харчування — 16 (на 1 листопада 2008 року), дозволена сезонна лоткова торгівля закладів побутового обслуговування — 7 перукарень, 4 пункти ремонту взуття, 2 пункти ремонту годинників.
Серед комунальних підприємств в Дунаївцях працює два ЖЕКи, комунальне підприємство по водопостачанню та водовідведенню МКП «Джерело» та комунальне підприємство теплових мереж Дунаєвецької міської ради.,

### Сільське господарство та корисні копалини
Корисних копалин на території міста не виявлено. Лише за 7 км від Дунаївців знайдені поклади фосфоритів, видобуток яких був припинений ще перед радянсько-німецькою війною. Сільське господарство зосереджене в приватному секторі. Кліматичні умови дозволяють вирощувати цукрові буряки, картоплю, пшеницю, ячмінь, жито, овес, просо, кукурудзу, а також різноманітні овочі, кормові культури та плодові дерева. Населення також вирощує домашню птицю (курей, гусей, качок, індиків), тримає велику рогату худобу та свиней. ЗАТ «Дунаєвецький маслозавод» приймає від населення молоко.

## Транспорт

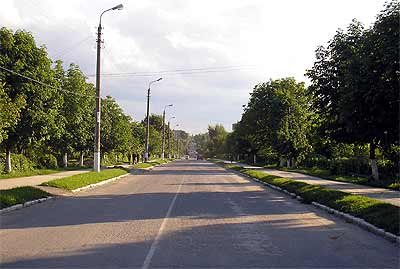
Вулиця Шевченка. Автошлях Н 03 минає просто повз місто

Через Дунаївці проходить автомобільний шлях Н03 національного значення Житомир — Чернівці. В місті є автобусна станція та Дунаєвецький автопарк, який здійснює пасажирські та транспортні перевезення. Регулярно курсують рейсові автобуси з Дунаївців в села Дунаєвецького району, а також через місто в Хмельницький, Кам'янець-Подільський, Чернівці, Вінницю, Київ тощо. Загальний річний обсяг пасажирських перевезень становить більше ніж мільйон чоловік. В місті працюють також численні приватні таксі та існує три служби радіотаксі.
Загальна протяжність автомобільних доріг в місті становить 103,7 км, з них 9 км загальнодержавного значення. В місті працює п'ять АЗС та одна газова заправка.
Неподалік від міста є також дві залізничні станції — Дунаївці (за 22 км від міста автодорогами) та Балин (за 15 км від міста). Є також і аеропорт.
І чергу обходу розпочали будувати у 2004 році, аби транзитний транспорт оминав Дунаївці, через чотири роки 2,7 км автодороги було завершено, вартість роботи склала 21,5 млн гривень. До наступної ІІ черги, протяжністю 1,9 км, приступили у тому ж таки 2008, а ось закінчити вдалося аж за десять років — у 2018. Участь області в митному експерименті, коли частина коштів від перевиконання плану митних зборів направлялася на будівництво та ремонт доріг, дала можливість нарешті завершити цю ділянку, вартість якої на той час склала 35 млн гривень.
А цілковитого завершення об'єкта Дунаївці дочекалися лише 2020 році. На будівництво III черги обходу м. Дунаївці, протяжністю 3,12 км було спрямовано 206 млн гривень.

## Охорона здоров'я

Пологовий будинок Дунаєвецької ЦРЛ (вид через один з лікарняних ставків)

Вже в 1870-х роках в місті працювала земська лікарня. 1911 року вона мала 15 ліжок.
На початку 20 століття була відкрита ще одна лікарня. Всього там працювало три лікарі, акушерка та два фельдшери. Було також три аптеки — з них дві приватні. Перед радянсько-німецькою війною, в 1938 році, у двох лікарнях налічувалося вже 130 ліжок, була поліклініка, станція швидкої допомоги, водолікарня. Після війни, у роки восьмої п'ятирічки (1966 — 1970 роки) Дунаєвецька центральна районна лікарня (ЦРЛ) мала 275 ліжок, протитуберкульозний диспансер, санітарно-епідеміологічну станцію та п'ять фельдшерсько-акушерських пунктів.
Станом на 2010 рік Дунаєвецька ЦРЛ та поліклініка налічує 320 лікарів, у місті функціонує 11 аптек. Лікар Садлій Володимир Степанович 12 вересня 2003 року отримав звання «Почесний громадянин міста Дунаївці» (рішенням № 5 8 сесії IV скликання). Головний лікар Дунаєвецького району Понцак Іван Миколайович (заслужений лікар України), зробив багато для ремонту приміщень лікарні та закупівлі сучасного обладнання.
На базі Дунаєвецької ЦРЛ у 80 роках була створена потужна школа післядипломної підготовки лікарів, які потім стали висококваліфікованими спеціалістами і працюють в Чернівецькій, Хмельницькій та інших областях України та за кордоном.

## Освіта

Дунаєвецький районний відділ освіти

Будинок творчості школяра

Вже до 1795 року в місті існувала школа грамоти для дівчаток при греко-католицькій церкві (після 1795 року — православній).
На початку XX століття в Дунаївцях діяли багато освітніх закладів: євангельсько-лютеранське та земське двокласні училища, однокласне початкове народне училище, парафіяльна школа та десять єврейських молитовних шкіл. Так, у двокласному міністерському (земському) училищі перед Першою світовою війною навчалося 285 хлопчиків та дівчаток.
У теперішній час організацію та контроль за освітньою галуззю міста здійснює Дунаєвецький районний відділ освіти.

### Дошкільні навчальні заклади
В місті існує також п'ять дошкільних навчальних закладів (дитсадків) (дані на 2010 рік):
| № | Назва ДНЗ                      | Завідувачка                 | Кількість дітей | Кількість педагогів |
| - | ------------------------------ | --------------------------- | --------------- | ------------------- |
| 1 | Дунаєвецький ДНЗ № 1 «Ромашка» | Веренчук Галина Михайлівна  | 141             | 15                  |
| 2 | Дунаєвецький ЦРД «Пролісок»    | Давиденко Галина Леонідівна | 207             | 22                  |
| 3 | Дунаєвецький ДНЗ № 3 «Берізка» | Курочкіна Алла Валентинівна | 140             | 11                  |
| 4 | Дунаєвецький ДНЗ № 4 «Теремок» | Ружицька Ірина Романівна    | 154             | 15                  |
| 5 | Дунаєвецький ДНЗ № 5 «Усмішка» | Тріцька Антоніна Борисівна  | 95              | 10                  |

Дунаєвецькій міській раді також підпорядковується Мушкутинецький ДНЗ с. Мушкутинці (завідувачка Дзендзюр Світлана Антонівна, 3 педагоги), яку відвідують 35 дошкільнят.

### Загальноосвітні школи

Дунаєвецька НВК гімназія

Дунаєвецька станція юних туристів

Учні міста мають змогу навчатися в чотирьох наступних загальноосвітніх закладах (дані за 2010 р.),,,,:
| № | Назва школи                   | Директор                    | Кількість учнів | Кількість вчителів |
| - | ----------------------------- | --------------------------- | --------------- | ------------------ |
| 1 | Дунаєвецька НВК гімназія      | Чекман Юрій Петрович        | 755             | 64                 |
| 2 | Дунаєвецька ЗОШ I—III ст. № 2 | Прокопов Іван Григорович    | 495             | 44                 |
| 3 | Дунаєвецька ЗОШ I—III ст. № 3 | Ковальчук Леонід Максимович | 588             | 51                 |
| 4 | Дунаєвецька ЗОШ I—III ст. № 4 | Антюк Олег Петрович         | 367             | 38                 |

Всього в них навчається 2205 учні, а навчальний процес забезпечують 197 учителів. Найбільшою за кількістю учнів та педагогів є Дунаєвецька НВК гімназія, а найменшою — Дунаєвецька ЗОШ № 4.
В селі с. Мушкутинці, що підпорядковується Дунаєвецькій міській раді, також є Мушкутинецька загальноосвітня школа І—III ст. (директор Черватюк Володимир Григорович, 24 вчителі), яку відвідують 149 учнів.,,

### Позашкільні заклади та училище
Окрім цього, у вільний час школярі мають змогу відвідувати такі позашкільні заклади, як Будинок творчості школярів, Станцію юних натуралістів, Станцію юних туристів та Спортивну школу.
Учні після завершення 9 класів мають змогу здобувати професійну освіту в Дунаєвецькій філії вищого професійного училища № 36 с. Балин Дунаєвецького району (колишня Дунаєвецька філія Хмельницького професійного ліцею сфери послуг до 2010 року).
Талановиті діти в Дунаївцях мають змогу навчатися у дитячій школі мистецтв (вул. Гагаріна, 20) та дитячо-юнацькій спортивній школі (вул. Дунайгородська). Також працює навчально-профорієнтаційний центр.

## Засоби масової інформації
У Дунаївцях 1930 року було започатковано видання районної газети.

Логотип газети «Дунаєвецький вісник»

 Це був орган райкому Компартії України та районної ради. Газета чимало разів змінювала назву і підпорядкування — «Ленінським шляхом», «За суцільну колективізацію», «Сталінським шляхом», «Дунаєвецькі вісті», «Урядові Дунаєвецькі вісті», допоки 1991 року не отримала сучасну назву — «Дунаєвецький вісник».
Засновниками «Дунаєвецького вісника» є Дунаєвецька районна рада та трудовий колектив редакції. Як і раніше, газета є єдиним офіційним друкованим періодичним виданням міста і району. На початку 2010 року наклад тижневика становить 1 800 примірників. Виконувач обов'язків редактора газети — Любов Іванівна Лемешко. Від початку 2010 року в Інтернеті (на вебсторінці газети) доступними є версії видання в електронному вигляді.
На ультракоротких хвилях (частоти 70,76 МГц[коли?] та 104,6 МГц) приймаються програми Хмельницької обласної державної телерадіокомпанії «Поділля-центр».
Іншою газетою, що регулярно висвітлює події в Дунаївцях та Дунаєвецькому районі та розповсюджується там, є «Фортеця», яка видається в Кам'янці-Подільському. В місті також є власний телеканал «Контакт-ФНБ», що транслюється телерадіокомпанією «FNB», яка також є постачальником кабельного кабельного телебачення та надає послуги Інтернету (інтернет-провайдер «FNB Net», окрім CrazyNetwork, Укртелекому та ХмельницькІнфокому) за сумісництвом.

## Культура

### Заклади культури і парки
Заклади культури міста,:

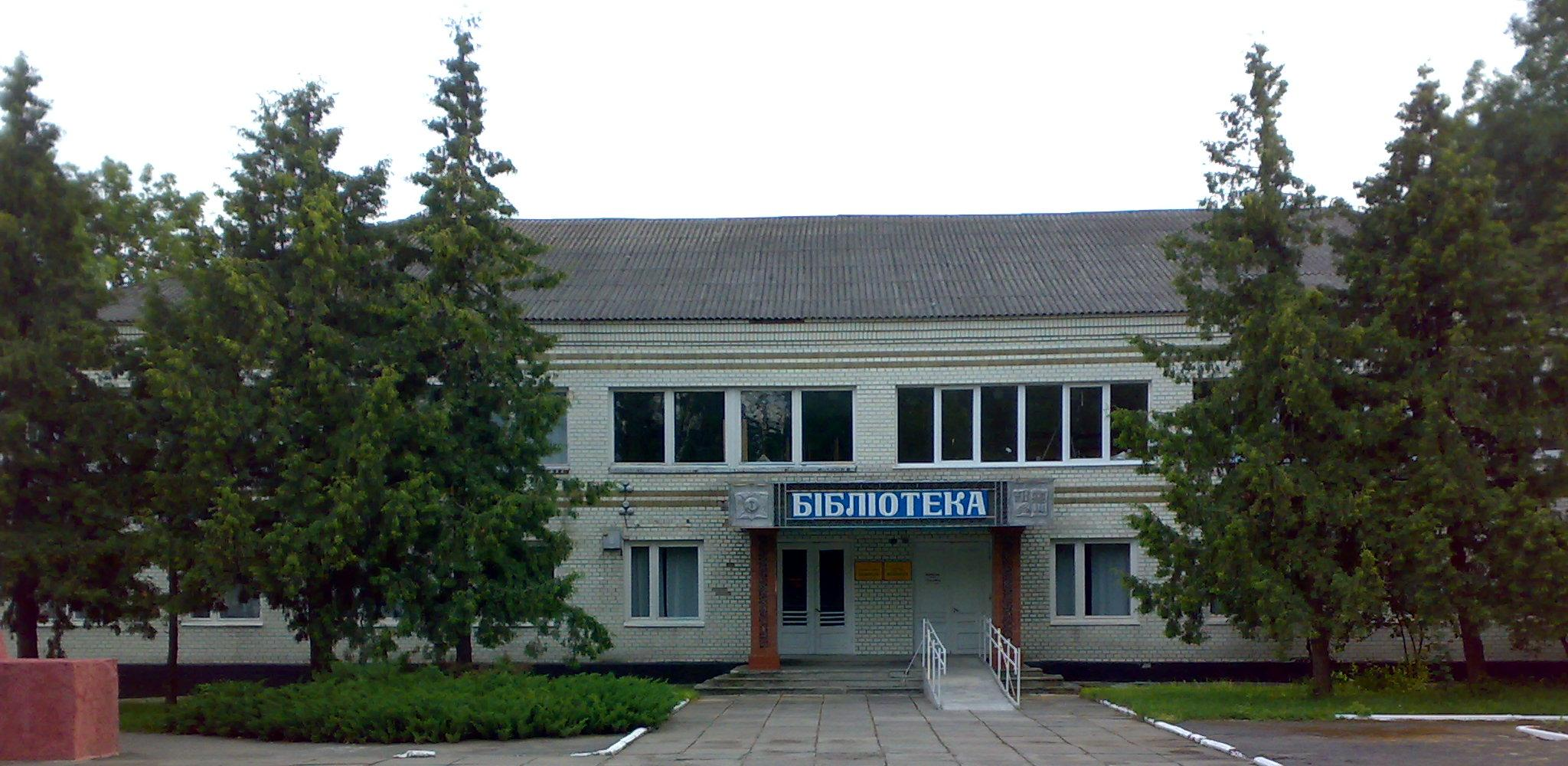
Міська бібліотека

- районний центр культури, дозвілля і мистецтва — головний культурний осередок Дунаєвеччини;
- 2 бібліотеки, у тому числі Дунаєвецька центральна районна бібліотека, що ще в червні 1998 року стала лауреатом республіканської премії імені Д. Яворницького, і це був перший лауреат цієї премії серед районних бібліотек України[73];
- кінотеатр «Мир» (районна кіновідеомережа)[74];
- Будинок творчості школярів — тут проводиться чимало культурних заходів, працює низка творчих колективів. Так, духовому оркестру та ляльковому театру «Капітошка» Дунаєвецького Будинку творчості школярів згідно з Наказом Міністерства освіти і науки України № 472 від 21 червня 2006 року «Про присвоєння та підтвердження почесних звань „Народний художній колектив“ і „Зразковий художній колектив“» присвоєне звання «Зразковий художній колектив»[75].

У Дунаївцях є 2 парки. Зокрема, на території Лікарняного парку розташована центральна районна лікарня, а наприкінці XIX — на початку XX століття це був маєток пана Завойка. Основу паркових насаджень становлять дерева місцевих порід. Вони сьогодні досягли значних розмірів: сосна звичайна — обхватом 1,98 м, ясен звичайний — 3,03 м, липа серцелиста — 5,06 м, клен звичайний — 2,60 м, акація біла (робінія звичайна) — 2,86 м. У парку селиться багато видів птахів.

### Музеї та краєзнавство

Стенд «Дунаєвеччина туристична» на тлі будівлі Музею історії освіти Дунаєвеччини

«Дунаєвеччина очима дослідників, учасників і свідків історичних подій», вип. III, 2003

У Дунаївцях функціонує 3 музеї (в тому числі 1 державний):
- Дунаєвецький районний історико-краєзнавчий музей (майже 2 тисячі експонатів[76]) — розташований в історичній будівлі по вулиці Шевченка, 31; державний музей, висвітлює історію Дунаєвецького краю[77].
- Музей історії суконної фабрики, створений 1967 року, розповідає про історію становлення й продукцію Дунаєвецької суконної фабрики[78].
- Музей історії освіти Дунаєвеччини — відкритий на початку жовтня 2009 року музей на громадських засадах розповідає переважно світлинами й документами зі стендів про розвиток освітянської галузі на Дунаєвеччині[79].

У місті тривалий час працює видний культурний діяч Віктор Степанович Прокопчук, який не лише зробив і робить чимало для розвитку культури міста й району, зокрема стояв безпосередньо біля джерел створення місцевого історико-краєзнавчого музею, а й організував краєзнавчу роботу на місцях.
27 травня 1993 року в місті під егідою Інституту історії України НАН України, Всеукраїнської спілки краєзнавців за участю викладачів Кам'янець-Подільського державного педагогічного інституту відбулася наукова краєзнавча конференція «Дунаївці: їх роль і місце в історії Поділля». Надалі такі конференції стали регулярними, і 2003 року відбулася п'ята (ювілейна) науково-краєзнавча конференція, присвяченої 600-річчю першої згадки про місто Дунаївці та 80-річчю утворення Дунаєвецького району. Недаремно кам'янець-подільський дослідник Лев Баженов відзначає, що зараз спостерігається «небачений розвій нинішнього краєзнавства [на Хмельниччині], який за більшістю показників перевершив попередні здобутки в цій галузі». Нарешті, 18 вересня 2008 року в Дунаївцях відбулася чергова Всеукраїнська науково-краєзнавча конференція «Дунаєвеччина в контексті історії України», присвячена 605-ій річниці з часу першої згадки про місто Дунаївці і 85-річчю утворення Дунаєвецького району. Її організаторами виступали Дунаєвецькі районна рада, районна державна адміністрація, міська рада, районна бібліотека і районна організація Всеукраїнської спілки краєзнавців, а також Кам'янець-Подільський національний університет імені Івана Огієнка — Центр дослідження історії Поділля Інституту історії України, що функціонує на його базі, університетська наукова бібліотека. На заході виступили 65 доповідачів, і вже традиційно за його результатами було видано черговий (уже IV-й) випуск наукових праць «Дунаєвеччина очима дослідників, учасників і свідків історичних подій».

### Фольклор і література
Поділля і, зокрема Дунаєвеччина, є відносно добре вивченим регіоном фахівцями української фольклористики, — тут у різний час було записано низку фольклорних творів, зокрема історичних переказів і легенд, у першу чергу, про найпопулярнішого персонажа подільської народної творчості Кармалюка, а також про оборону рідного краю від татарських і османо-турецьких нападників, про Визвольну війну українського народу (1648—54). Так, у сами́х Дунаївцях, у період 1955—56 років від пенсіонерки Ф. Ю. Агафонової С. М. Бурштейну вдалося записати декілька переказів з циклу про Устима Кармалюка, один з яких «Він чоловік добрий» жінка чула від своєї бабусі Г. Г. Павловської, яка особисто бачила Кармалюка, та й дія цього переказу про зустріч двох жінок з народним месником відбувається безпосередньо в містечку.
У наш час у Дунаївцях творять поетичні таланти. Так, на 13-му Всеукраїнському фестивалі поезії та авторської пісні «Сліва-фест», що відбувався 13 лютого 2009 року в приміщенні планетарію в Києві зусиллями подільського громадського діяча Сергія Пантюка і за сприяння Мистецького об'єднання «Остання барикада» та Благодійного фонду «Смолоскип», взяли участь відразу дві поетеси з Дунаївців — Людмила Весела і Ольга Остапчук, що презентували, збірки власних поезій, відповідно, «Кленовий пасьянс» і «Награда за нежность».
З нагоди 605-річчя Дунаєвеччини був випущений в електронному вигляді альбом «Дунаєвиччина 2008», у якому, зокрема, було вміщено вірш Гімн Дунаївцям:
| Місто квітне на славу і щастя. Дух козацький у наших серцях. Віра й правда, як перше причастя. Не померкне ніколи в віках. Бережемо традиції роду, В творчих пошуках люди мої. Ми під прапором волі народу. Ми за злагоду й мир на землі. Хай у полі видзвонює колос І на чатах стоять журавлі. І лунає Дунаєвець голос На подільській квітучій землі. Приспів: Славне місто України, Пісня маршем в серце лине Про Дунаївці, про Дунаївці Найрідніші на землі Це Дунаївці мої! Це Дунаївці! |

## Релігія

Церква Різдва Христового (ПЦУ)

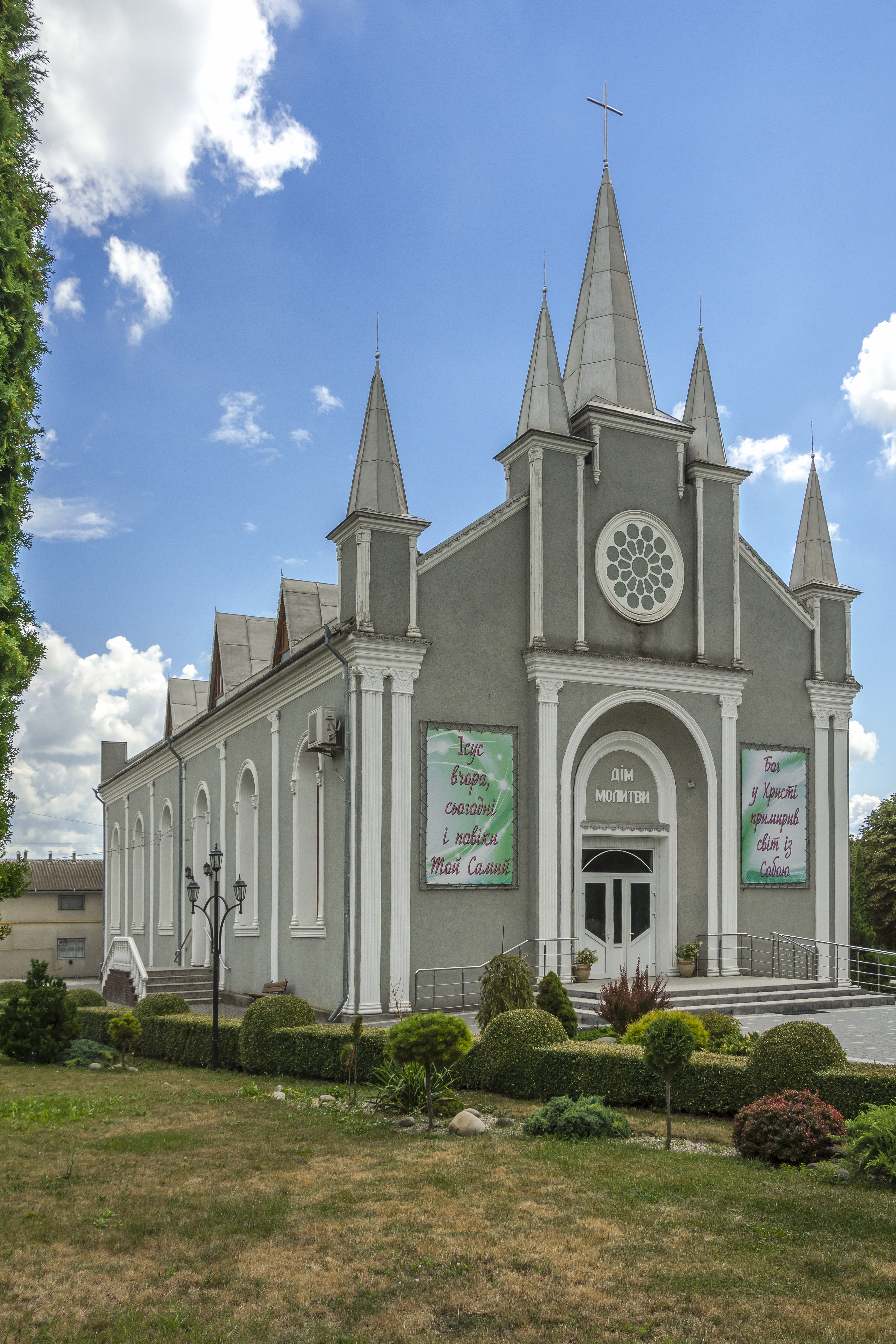
Кірха

В місті проживають представники численних релігійних конфесій, що мирно співіснують. Так, офіційно зареєстровано вісім наступних релігійних громад,,:
- Українська православна церква (Московський патріархат) (бл. 2 500 парафіян)[91];
- Українська православна церква — Київський патріархат (бл. 1 500 парафіян[91]);
- Римо-Католицька церква (бл. 2 000 парафіян[91]);
- Церква Євангельських Християн-баптистів «Віфлеєм» Всеукраїнського союзу об'єднань Євангельських Християн-баптистів (бл. 450 парафіян[91]);
- Українська греко-католицька церква (бл. 60 парафіян[91]);
- Церква Євангельських Християн-баптистів (бл. 50 парафіян[91]);
- Християнська місія «Давид» об'єднаної церкви Християн Віри Євангельської (бл. 60 парафіян[91]);
- Церква Євангельських Християн-баптистів «Дім Євангелія» (бл. 30 парафіян[91]).

Протягом історії в містечку діяли культові споруди різних релігій, які сповідувало місцеве населення — православні церкви святого Іоана Богослова, Різдва Христова та Знесіння, католицькі кляштор капуцинів і костьол святого Михаїла, протестантська кірха та інші — католицькі святині припинили своє існування ще в XIX столітті, а після Жовтневого перевороту (1917) було закрито останній православний храм.
Сучасні культові споруди Дунаївців:
- Церква Святого Михайла (Українська православна церква (Московський патріархат)) — вул. Ватутіна, 1;
- Церква Різдва Христового (Українська православна церква — Київський патріархат) — вул. Красінських, 24;
- Костьол Святого Михайла Архангела (Римо-Католицька церква) — пр. Загородній, 30; будівництво здійснювалось у 1989—94 роки[93];
- Будинок Молитви Християн-баптистів «Віфлеєм» — вул. Могилівська, 13;
- Церква Вознесіння Господнього — вул. Широка, 8А;
- Церква Євангельських Християн-баптистів — вул. Шевченка, 108/7.

## Спорт

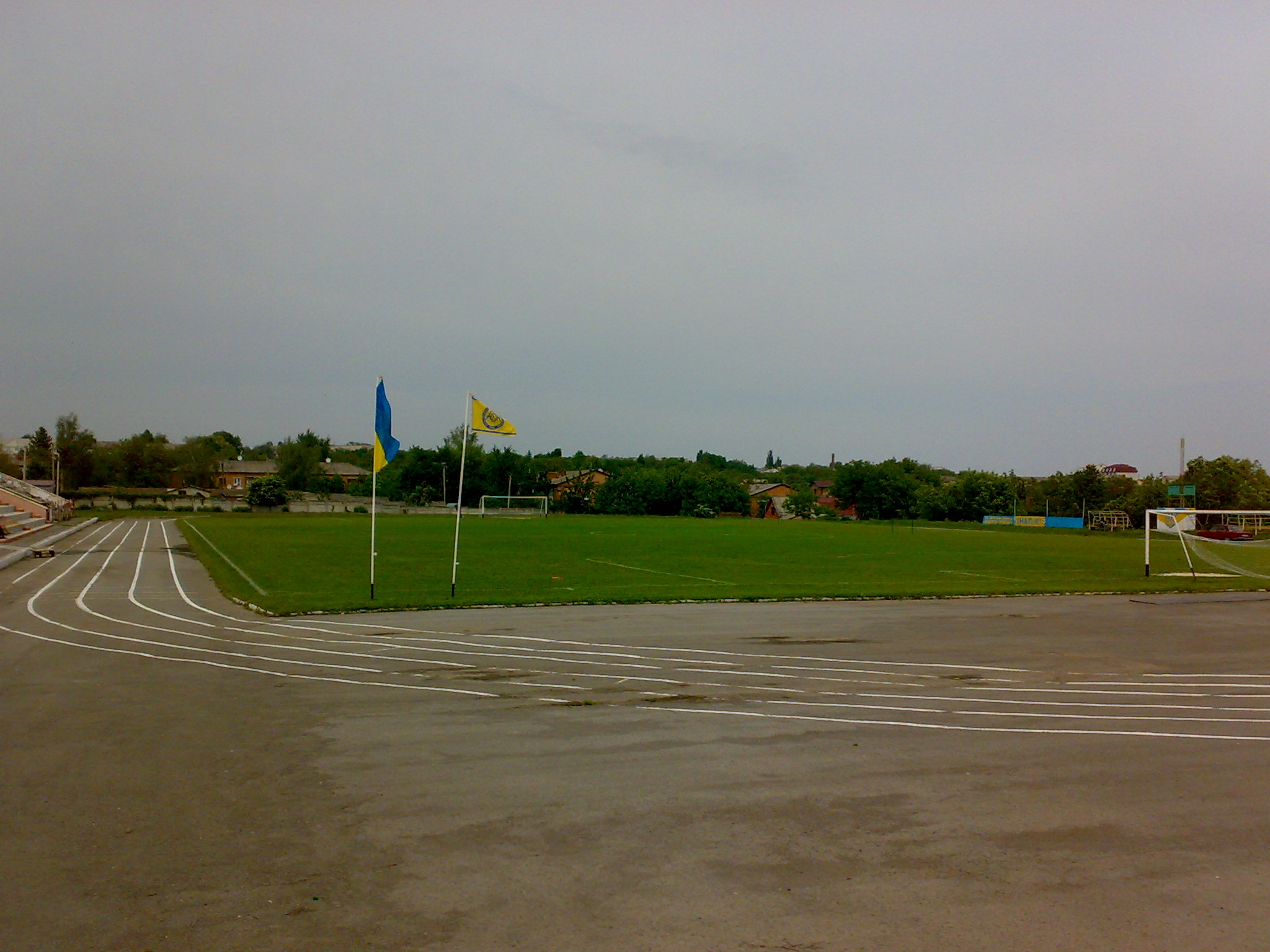
Міський стадіон «Колос»

Дунаївці відомі значними успіхами у волейбольних чемпіонатах України. Сотні волейболістів-вихованців Дунаєвецької дитячої юнацької спортивної школи (ДЮСШ) виступають у багатьох волейбольних клубах в усьому світі. Так, щороку в місті Дунаївці проводиться Міжнародний турнір з волейболу пам'яті тренера Ігоря Андрійовича Бєлаєва, завдяки тренерській діяльності якого значною мірою й була започаткована волейбольна школа району.
Місцевий футбольний клуб «Нива-Текстильник» ставав чемпіоном Хмельницької області з футболу у 1994 та 2004 роках. Крім того, серед здобутків дунаєвецьких футболістів в роки незалежності кілька призових місць обласної першості, а саме: срібні медалі 2007, 2008, 2009 та бронза 1992 та 2001 років). З 2014 року команда бере участь у змаганнях під назвою ФК «Дунаївці»
У чемпіонатах ААФУ в 2009 та 2010 роках виступав аматорський футбольний клуб «Верест-ІНАПІК» (який виступав в 2008 році під назвою «ПТП ІНАПіК»).
В місті є стадіон «Колос», побудований ще в 1962 році.

## Пам'ятки та пам'ятники

Бюст Владислава Заремби

Місто не має багато історико-архітектурних пам'яток, однак декілька зразків історичної забудови збереглися. Зокрема, значну цінність являють залишки садиби Красінських, хоча й спотворені пізнішими прибудовами.
У Дунаївцях встановлено низку пам'ятників, як за СРСР, так і за незалежності України.
Перед будинком райдержадміністрації до 20 лютого 2014 року стояв пам'ятник Володимиру Леніну, який повалили у ніч з 20 на 21 лютого 2014 року під час масових протестів у рамках революційних подій Євромайдану.
У 1990—2000-х роках у місті з'явилися погруддя Владислава Заремби (уродженця Дунаївців), погруддя Тараса Шевченка та пам'ятник Жертвам Голодомору.
19 листопада 1997 року в ході проведення наукової краєзнавчої конференції «Дунаєвеччина очима дослідників, учасників і свідків історичних подій» на фасаді приміщення міської ЗОШ № 2 в урочистій обстанові було відкрито меморіальну дошку на честь видатного вченого, доктора історичних наук, члена-кореспондента НАН України, уродженця Дунаївців Федора Шевченка.

## Відомі люди

### Уродженці міста
Уродженцями міста є багато видатних людей, серед них:
- Владислав Заремба (1833–1902) — відомий український композитор, піаніст і педагог;
- Павленко Сергій Васильович (2002—2024) — старший солдат Збройних сил України, учасник російсько-української війни.
- Александр Скібневський (1868–1942) — буковинський дідич, представник польської громади Буковини, громадсько-політичний діяч краю поч. XX століття;
- Болеслав Войтович (1899–1980) — польський композитор, піаніст, педагог;
- Степан Риндик (відомий за псевдонімом С. Киднир — прізвище, прочитане справа наліво; 1887–1972) — український письменник й інженер-механік;
- Матвій Григор'єв (справжнє ім'я — Ничипір Серветник, 1884–1919, уродженець Заставля, під Дунаївцями) — військовий діяч часів УНР, повстанський отаман (із серпня 1918), командир Херсонської дивізії Армії УНР, полковник Армії Української Держави (1918), Головний отаман Херсонщини і Таврії (1919);
- Моллі Штаймер (1897–1980) — громадська і політична діячка початку XX століття, знана як профспілковий діяч, антивоєнний активіст і борець за свободу слова в США.
- Федір Шевченко (1914–1996) — український історик. Член-кореспондент АН УРСР (з 1969 року);
- Микола Магера (1922, уродженець села Могилівка, що ввійшло до складу Дунаївців) — письменник і педагог. Почесний громадянин м. Дунаївці[100];
- Франц Лендер (1881–1927) — радянський конструктор артилерійного озброєння;
- Геннадій Семігін (1964) — політичний діяч Росії, депутат Державної Думи Російської Федерації III та IV скликань, заступник голови Держдуми III скликання;
- Гайдук Роман Володимирович — лейтенант Збройних сил України, учасник російсько-української війни.
- Павло Гай-Нижник (1971) — український історик, поет, громадсько-політичний діяч, доктор історичних наук, заступник директора Науково-дослідного інституту українознавства Міністерства науки і освіти України, академік Української академії наук, академік Академії політичних наук, автор численних наукових праць, лауреат Міжнародної літературної премії ім. І.Кошелівця, член Експертної ради з питань подолання наслідків русифікації та тоталітаризму при Міністерстві культури та інформаційної політики України.
- Добровик Євген Михайлович (1990–2014) — сержант, військовослужбовець за контрактом 8-го окремого полку спеціального призначення (Хмельницький). Помер 8 вересня 2014 року у Львівському військовому госпіталі від важких поранень, отриманих під час виконання бойового завдання в зоні АТО.
- Падитель Валерій Борисович (* 1978) — полковник Державної прикордонної служби України, учасник російсько-української війни. Лицар ордена Богдана Хмельницького III ступеня. Герой України.
- Проданчук Віктор Павлович (* 1975) — український митець, реставратор, художник, скульптор.
- Сіньков Михайло Михайлович (1937—2016) — український митець.
- Слонецький Борис Іванович (1965) — доктор медичних наук, професор.

### Інші особи
Див. також: Персоналії Дунаєвецького району
Інші відомі люди, чия доля була пов'язана з містом Дунаївці:
- Чацький Тадеуш — польський освітній діяч, перебував тут у вересні 1812 року[101]
- Вінценти Красінський (пол. Wincenty Krasiński, 1782–1858) — генерал армії Наполеона, батько Зигмунта Красінського. Син першого власника Дунаївців Яна Красінського з роду Красінських.[29]
- Зигмунт Красінський (пол. Zygmunt Krasiński, 1812–1859) — польський поет-романтик.[29]
- Наполеон Орда (біл. Напалеон Орда, пол. Napoleon Orda; 1807–1883) — білоруський та польський літератор, композитор, музикант, художник. В 1870-х побував у Дунаївцях та написав два малюнка міста.[29]
- Устим Кармалюк (1787–1835) — український національний герой, керівник повстанського руху на Поділлі у 1813–1835 роках проти національного і соціального гніту.[84]
- Ткачук Олена Анатоліївна — українська поетеса.

## Міста-побратими

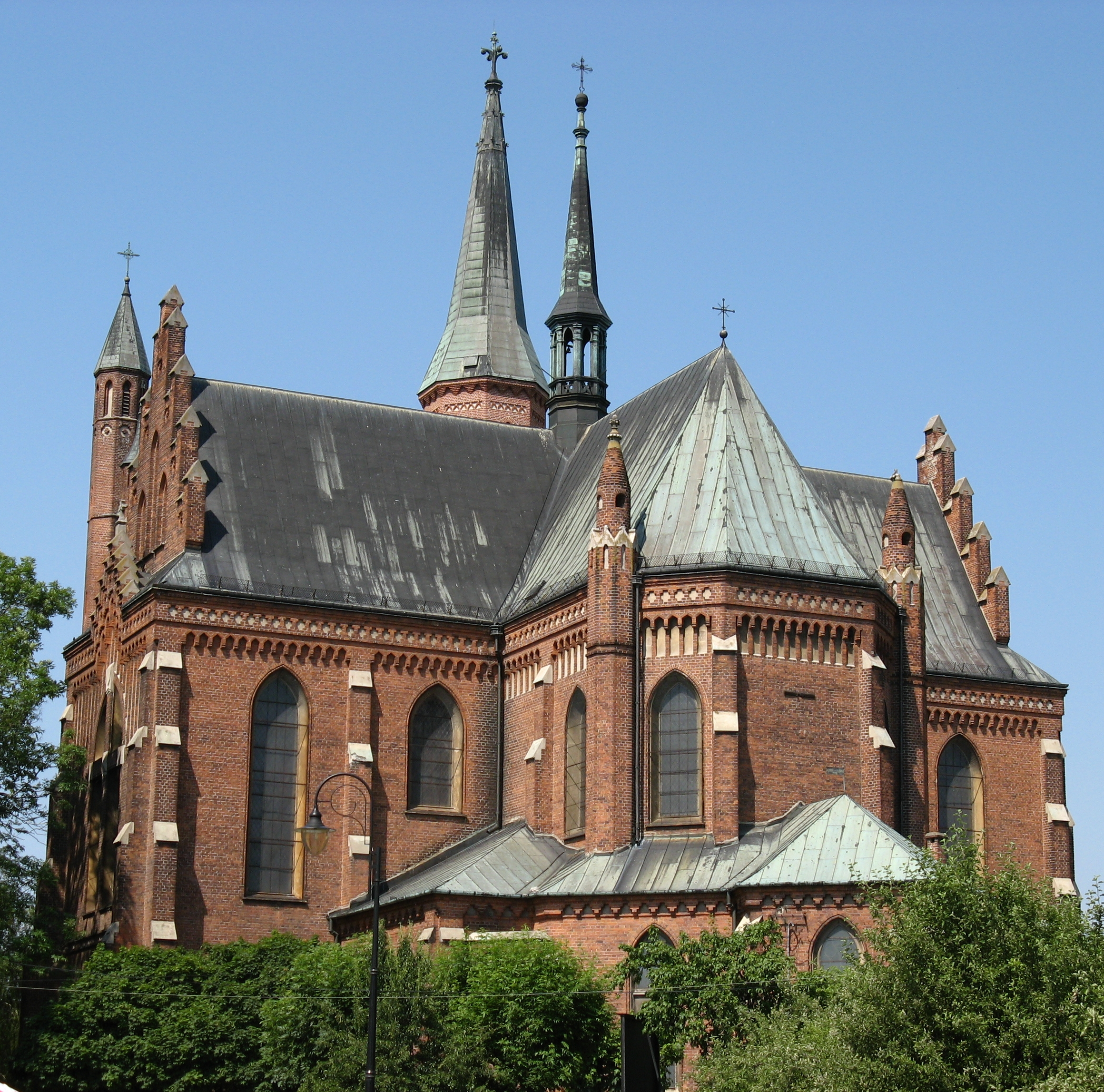
Костьол в місті Турек

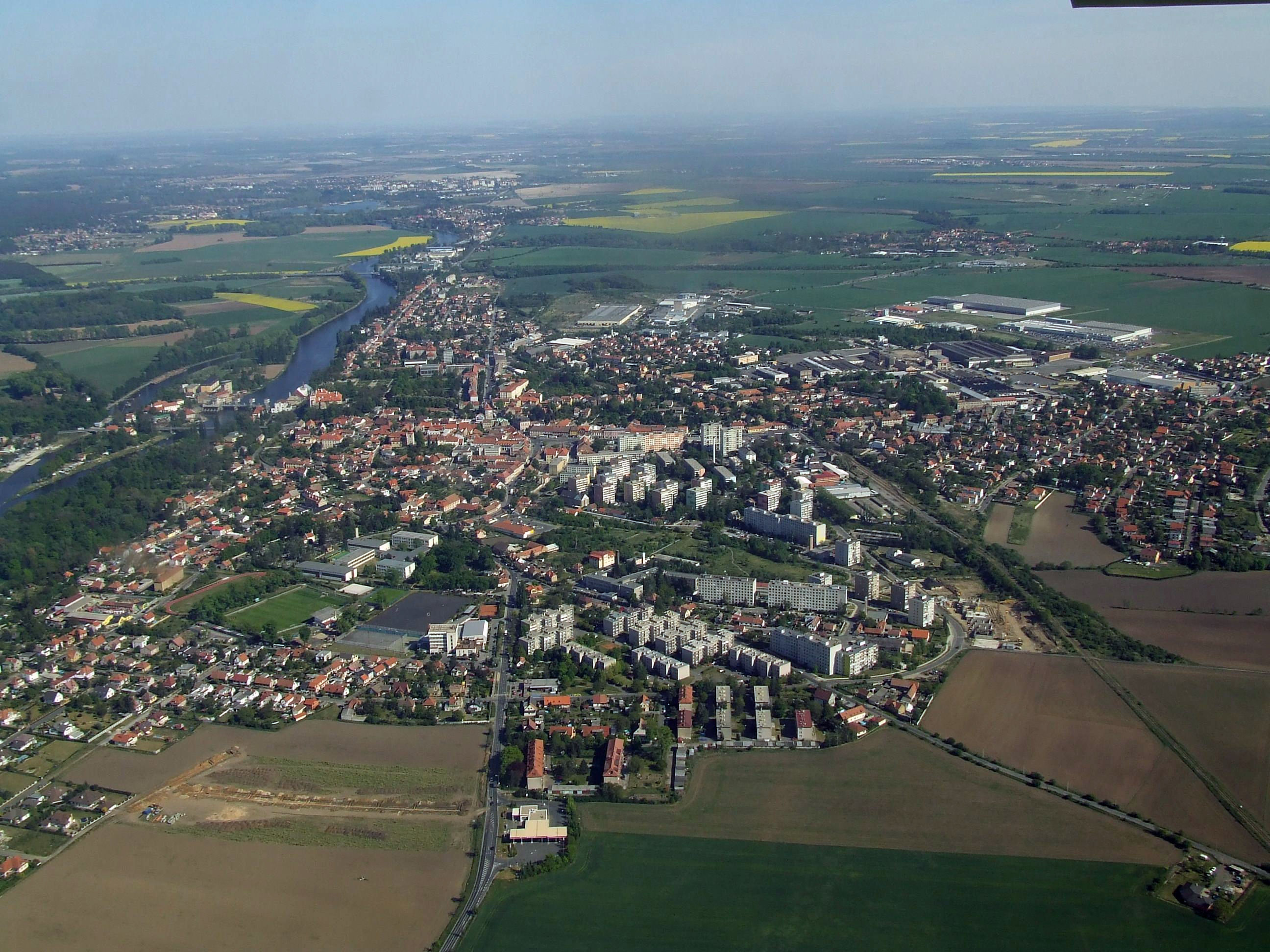
Аерофотознімок міста Брандіс-над-Лабем-Стара-Болеслав

Дунаївці мають два міста-побратима — Турек ( Польща) та Брандіс-над-Лабем-Стара-Болеслав ( Чехія). Партнерські контакти між Туреком та Дунаївцями тривають від 2000 року, а із чеським містом — від 10 травня 2010 року.
Зв'язки із Туреком були налагодженні завдяки вчительці-пенсіонерці пані Ірені Буді, яка навчала дунаєвецьких школярів польської мови у місті Турек. А вже на весні 2010, з метою розширення громадських, культурних і підприємницьких зв'язків, до Дунаєвців завітала велика представницька група з чеського міста Брандіс-над-Лабем-Стара-Болеслав. До делегації, очолюваної старостою міста Ондреєм Преносилом, увійшли представники різних кіл і структур Брандіса — Мілан Вавра, Мирослав Пісачка, Богуміл Явурек, Зденек Когутчи і Михайло Сегеті.
У жовтні 2005 року в місті Дунаївці перебувала делегація міста Турек у складі віцестарости Турекського повіту Кшиштофа Колєнди, заступника бургомістра міста Турек Мирослава Менькарського та представника міського Господарського дому Веслава Мєлчарека. Під час візиту було підписано договір про співпрацю між містами у галузі культури, освіти, спорту, охорони здоров'я, місцевого самоврядування та господарської діяльності.
15 червня 2006 року з відповідним візитом до Туреку відбула делегація дунаївчан у складі міського голови Небельського С. Б., секретаря міської ради Панасевич Г. І., депутата міської ради, керівника Дунаєвецької філії КБ «ПриватБанк» Баранюка В. О., учасників художньої самодіяльності району, митців та підприємців. Делегація взяла участь у святкуванні 665-ліття міста Турек.
Перша делегація із міста Брандіс-над-Лабем-Стара-Болеслав завітала у Дунаївці 9 травня 2010 року на 65-у річницю перемоги у німецько-радянській війні. А вже 10 травня у залі засідань міськради за участі мера Дунаєвець Станіслава Небельського та старости Брандіса-над-Лабем-Стара-Болеслав Ондрея Преносила було підписано спільний об'ємний документ — декларацію про співпрацю. Згідно з договором, передбачається наступне: створення і втілення підприємницьких проєктів, обміни в культурно-мистецькій сфері, проведення спільних спортивних змагань і турнірів. Також, згідно з окремим пунктом декларації буде впроваджено доволі об'ємний туристичний обмін, особливо — школярів і молоді.,

## Цікаві факти
- «Camino Podolico» — це подільський шлях святого Якова, який поєднує міста: Вінниця, Бар та Кам'янець-Подільський, а також шлях включає місто Дунаївці, як один з етапів маршруту.[105]

## Світлини

Дунаєвецька районна державна адміністрація
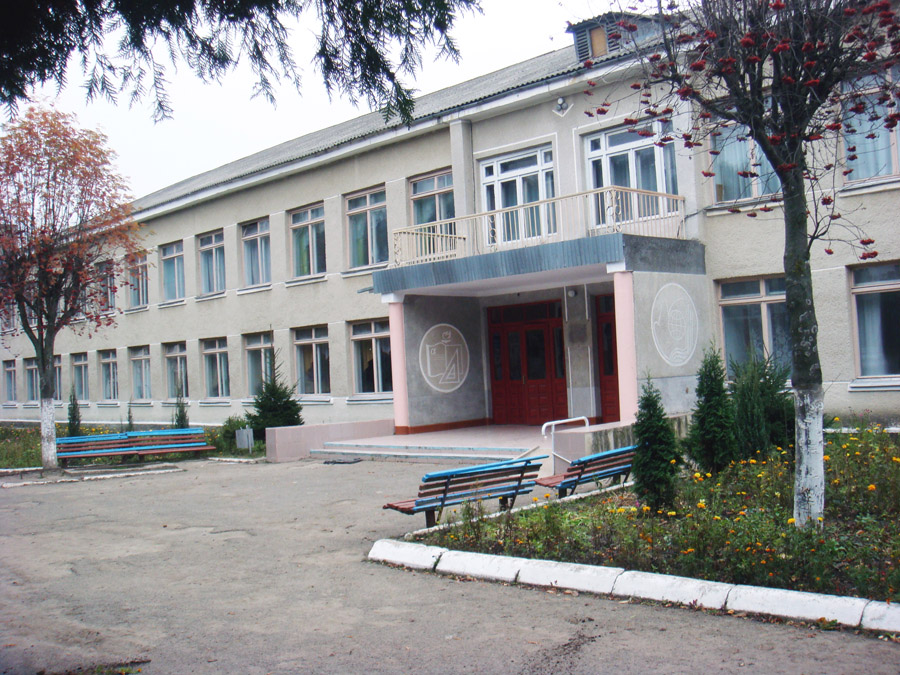
Дунаєвецька ЗОШ № 4
Пам'ятник Жертвам Голодомору в Дунаївцях
Пам'ятник-погруддя Тарасу Шевченку перед гімназією
Дошка пошани
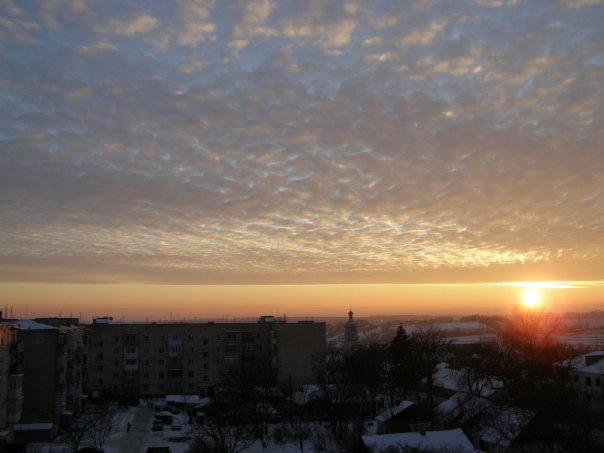
Дунаївці взимку
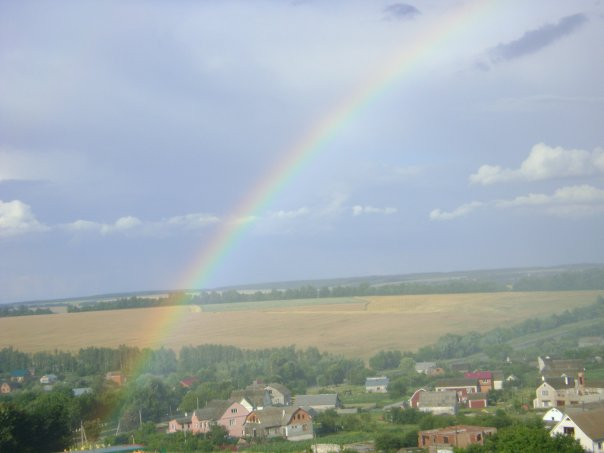
Веселка в Дунаївцях
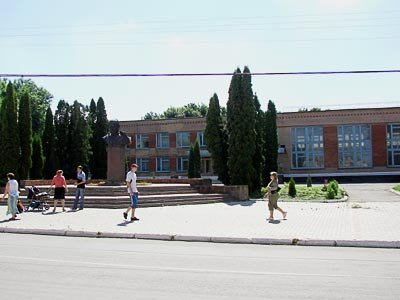
Вулиця Шевченка — жвава міська артерія. На задньому тлі — гімназія